# Mean Business
Mean Business je druhé a poslední studiové album britské rockové superskupiny The Firm. Album vyšlo 3. února 1986 u Atlantic Records. Oproti debutovému albu mělo toto velice malý úspěch.

## Seznam skladeb
| Strana 1 | Strana 1              | Strana 1      | Strana 1 |
| Pořadí   | Název                 | Autor         | Délka    |
| -------- | --------------------- | ------------- | -------- |
| 1.       | Fortune Hunter        | Rodgers, Page | 5:00     |
| 2.       | Cadillac              | Rodgers, Page | 5:57     |
| 3.       | All the King's Horses | Rodgers       | 3:16     |
| 4.       | Live in Peace         | Rodgers       | 5:05     |

| Strana 2       | Strana 2            | Strana 2       | Strana 2 |
| Pořadí         | Název               | Autor          | Délka    |
| -------------- | ------------------- | -------------- | -------- |
| 1.             | Tear Down the Walls | Rodgers, Page  | 4:43     |
| 2.             | Dreaming            | Franklin       | 6:00     |
| 3.             | Free to Live        | Rodgers, Page  | 4:13     |
| 4.             | Spirit of Love      | Rodgers        | 5:06     |
| Celková délka: | Celková délka:      | Celková délka: | 39:20    |

## Sestava
- Paul Rodgers – zpěv, kytara
- Jimmy Page – kytara
- Tony Franklin – baskytara, klávesy, syntezátor
- Chris Slade – bicí, perkuse, doprovodný zpěv